# Johann Nepomuk Berolla
Johann Nepomuk Berolla (* 5. September 1777 in Zell im Wiesental; † 19. Oktober 1849 in Offenburg) war ein badischer Verwaltungsbeamter.

## Leben
1803 wurde Berolla Gehilfe im Fiskalamt Freiburg im Breisgau, 1806 dort Regierungssekretär und 1807 Oberamtsessessor in Waldkirch. 1809 beförderte man ihn zum Amtsrevisor, 1813 wurde er dann Amtmann im Bezirksamt Waldkirch. 1814 versetzte man ihn nach Elzach und von 1820 bis 1826 war Berolla Amtmann und Oberamtmann sowie Amtsvorstand in Bühl. 1826 wechselte er an das Direktorium des Kinzig-Kreises in Offenburg, wo er 1829 Kreisrat wurde. Am Ende seiner Amtslaufbahn wurde Berolla 1832 Regierungsrat in Rastatt, 1842 trat er in den Ruhestand.